# Operation Semtex
Operation Semtex ist eine Oi!-Punk-Band aus Mülheim an der Ruhr, Essen und Oer-Erkenschwick, die sich 2005 gründete. Ihre Musik veröffentlichen sie unter dem Plattenlabel Sunny Bastards.
Die Gruppe wurde von der Punkformation Eisenpimmel inspiriert. Unter Beteiligung von Mitgliedern dieser Band coverten Operation Semtex das im Original von Die Ruhrpottkanaken stammende Lied Pfand für ihr Album Vorstadtanekdoten (2011).
Ihre Texte beinhalten oft die Themen Alkoholkonsum und das Ruhrgebiet und sind oftmals humoristisch geprägt. Die Gruppe versteht sich außerdem als antifaschistisch und nimmt gegenüber der Polizei eine kritische Haltung ein.

## Diskografie
- 2008: Ruhrpott Romantik (KB-Records)
- 2009: Split-7" mit Elendstouristen (System Rocker)
- 2011: Vorstadtanekdoten (Sunny Bastards)